# 切諾河

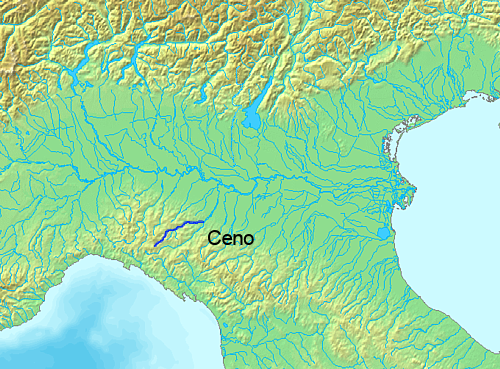

切諾河是意大利的河流，位於該國北部，屬於塔拉河的左支流，河道全長63公里，流域面積540平方公里，平均流量每秒12至15立方米，發源自亞平寧山脈。
44°41′N 10°05′E / 44.683°N 10.083°E